# 沼波弄山
沼波 弄山（ぬなみ ろうざん、享保3年（1718年） - 安永6年（1777年））は、萬古焼の始祖として知られる陶芸家。本名は、沼波五左衛門重長。
桑名・船馬町の豪商に生まれる。幼少から覚々斎原叟や如心斎天然に茶道を学んだ。庵号は寸方庵。しばらくは桑名の本宅で楽焼風の作陶を続けていたが、元文年間（1736 - 40）に小向村（現・朝日町小向）の別邸に窯を築き、宝暦年間（1751 - 64）には江戸の別邸（向島）にも窯を築いた。弄山自身が作陶に携わっていたというよりは、むしろ窯の経営に携わっていたとされる。安永6年（1777年）60歳で死去、法名は西誉方岸道一居士。墓所は桑名市新町の光徳寺にある（沼波弄山墓 附 沼波家墓所、三重県指定史跡）。
作風は、和蘭や交趾風の舶来趣味を巧みに加えた温雅なもので、数寄者の好評を博した。彼の作品は後世、江戸萬古または古萬古と称される。弄山の後継者はいないようだが、後代になって、射和萬古、有節萬古、安東焼などが生じた。射和萬古を興した竹川竹斎は、弄山の妻の家系である。
彼は作品に「萬古」あるいは「萬古不易」と印したことより、萬古焼と呼ばれるようになった。